# (3881) Doumergua
(3881) Doumergua ist ein Asteroid des Hauptgürtels, der am 15. November 1925 vom russischen Astronomen Beniamin Pawlowitsch Schechowski in Algier entdeckt wurde.
Der Name wurde 1933 vom Entdecker zur Erinnerung an den französischen Politiker Gaston Doumergue und dessen Frau vorgeschlagen.